# Lost (Frank Ocean-dal)
A Lost Frank Ocean amerikai énekes dala, amely a negyedik kislemezként jelent meg Channel Orange (2012) című debütáló albumáról. A dalt Ocean, Micah Otano és Malay szerezte, a producere pedig az utóbbi volt. A Brit Hanglemezgyártók Szövetségétől (BPI) és az Amerikai Hanglemezgyártók Szövetségétől (RIAA) arany minősítést kapott. A kislemezt feldolgozta a Major Lazer trió, MØ dán énekessel együtt, a Swiss Lips mellett.

## Kompozíció
A Lost egy R&B és popdal, amelynek tempója 123 bpm. A dalt G mollban írták, az akkordmenete pedig Gm−B♭maj7−E♭−B♭maj7, míg Ocean hangja C4 és G5 között mozog. A The Quietus szerint "átlebegve egy kábítószeres basszusmelódián, három harmonizáló vokalistával, a refrén visszatér a fütyülő szintetizátorokhoz." A Lost dalszövegének főszereplője egy kábítószer-kereskedő, aki rávette barátnőjét, hogy készítsen kokaint és szállítsa azt világszerte. A dal közben reménykedik, hogy egyszer kikerül ebből a jelenből és lesz egy boldog családja, a nagy utolsó csempészet után, amely természetesen majd még egyhez vezet. A dal feldolgozza a Félelem és reszketés Las Vegasban (1998) film részleteit.

## Fogadtatás
A Lostot méltatták a zenekritikusok, kiemelve Ocean egyéni stílusát és a popelemeket. Méltatták ezek mellett Malay-t, az album producerét. Gyakran a debütáló albumának, a Channel Orange-nek legjobb dalaként tekintenek rá.
A Lost 91. helyen debütált az Ausztrál kislemezlistán, 2012. október 17-én és 46. helyig jutott. A dal 38., 53. és 9. helyezésig jutott a Dán kislemezlistán, a Brit kislemezlistán és a Brit R&B-listán.
A Lost Új-Zélandon volt a legsikeresebb. 32. helyen debütált a kislemezlistán, majd három héttel később az 5. helyig jutott, Ocean első top 10-es kislemezeként. A dal arany, majd platina minősítést kapott az országban, ötödik és kilencedik hetében.

## Slágerlista
| Év        | Slágerlista (2013)                    | Legmagasabb pozíció |
| --------- | ------------------------------------- | ------------------- |
| 2012–2013 | Ausztrália (ARIA)                     | 46                  |
| 2012–2013 | Belgium (Ultratip Flanders)           | 13                  |
| 2012–2013 | Belgium (Ultratop Flanders Urban)     | 25                  |
| 2012–2013 | Dánia (Tracklisten)                   | 14                  |
| 2012–2013 | Németország (Official German Charts)  | 85                  |
| 2012–2013 | Új-Zéland (Recorded Music NZ)         | 5                   |
| 2012–2013 | Szlovákia (Rádio Top 100)             | 41                  |
| 2012–2013 | Dél-Korea (Gaon International Chart)  | 59                  |
| 2012–2013 | Brit kislemezlista (OCC)              | 53                  |
| 2012–2013 | Brit R&B-lista (OCC)                  | 9                   |
| 2012–2013 | US R&B Songs (Billboard)              | 25                  |
| 2020      | Sweden Heatseeker (Sverigetopplistan) | 19                  |

| Slágerlista (2013)            | Pozíció |
| ----------------------------- | ------- |
| Új-Zéland (Recorded Music NZ) | 29      |

## Minősítések
| Region                   | Minősítés  | Példányszám |
| ------------------------ | ---------- | ----------- |
| Ausztrália (ARIA)        | 3× Platina | 210,000     |
| Dánia (IFPI Denmark)     | Arany      | 15,000^     |
| Új-Zéland (RMNZ)         | Platina    | 15,000*     |
| Egyesült Királyság (BPI) | Arany      | 400,000     |
| Egyesült Államok (RIAA)  | Arany      | 500,000     |
| Streaming                |            |             |
| Dánia (IFPI Denmark)     | 2× Platina | 3,600,000   |

## Kiadások
| Ország             | Dátum              | Formátum            | Kiadó   |
| ------------------ | ------------------ | ------------------- | ------- |
| Egyesült Királyság | 2012. december 17. | kortárs slágerrádió | Def Jam |
| Németország        | 2013. március 22.  | digitális letöltés  | Def Jam |